# Biferno
Biferno je řeka v italském kraji Molise. Ve starověku nesla latinský název Tifernus a tvořila severní hranici Daunie.
Řeka je dlouhá 84 km. Pramení v pohoří Matese na území obce Bojano a vlévá se do Jaderského moře nedaleko Termoli. Největším přítokem je řeka Cigno. Biferno protéká městy Guglionesi a Portocannone. Na řece byla postavena přehrada Lago di Guardialfiera o rozloze 7,5 km², která je zdrojem pitné vody.
V povodí řeky se pěstuje réva vinná.